# Broniszewo (powiat kolski)
Broniszewo – wieś w Polsce, położona w województwie wielkopolskim, w powiecie kolskim, w gminie Przedecz. Wchodzi w skład sołectwa Chrustowo.
| SIMC    | Nazwa     | Rodzaj    |
| ------- | --------- | --------- |
| 0291925 | Pod Lasem | część wsi |
| 0291931 | Za Koleją | część wsi |

W latach 1975–1998 miejscowość należała administracyjnie do województwa konińskiego.